# Clásica de Almería 2009
La Clásica de Almería 2009, ventiquattresima edizione della corsa e valida come prova del circuito UCI Europe Tour 2009 categoria 1.1, fu disputata il 1º marzo 2009 su un percorso totale di 169 km. Fu vinta dal neozelandese Greg Henderson al traguardo con il tempo di 4h02'45".
Al traguardo 85 ciclisti portarono a termine la gara.

## Ordine d'arrivo (Top 10)
| Pos. | Corridore          | Squadra       | Tempo    |
| ---- | ------------------ | ------------- | -------- |
| 1    | Greg Henderson     | Columbia-HTC  | 4h02'45" |
| 2    | Graeme Brown       | Rabobank      | s.t.     |
| 3    | Stefano Garzelli   | Acqua & Sap.  | s.t.     |
| 4    | Javier Benítez     | Contentpolis  | s.t.     |
| 5    | Rubén Pérez        | Euskaltel     | s.t.     |
| 6    | Vincent Jérôme     | Bouygues Tel. | s.t.     |
| 7    | Tony Martin        | Columbia-HTC  | a 3'00"  |
| 8    | Luis León Sánchez  | C. d'Epargne  | s.t.     |
| 9    | Aleksandr Kolobnev | Saxo Bank     | a 6'00"  |
| 10   | Josep Jufré        | Fuji-Servetto | s.t.     |